# 測天圖

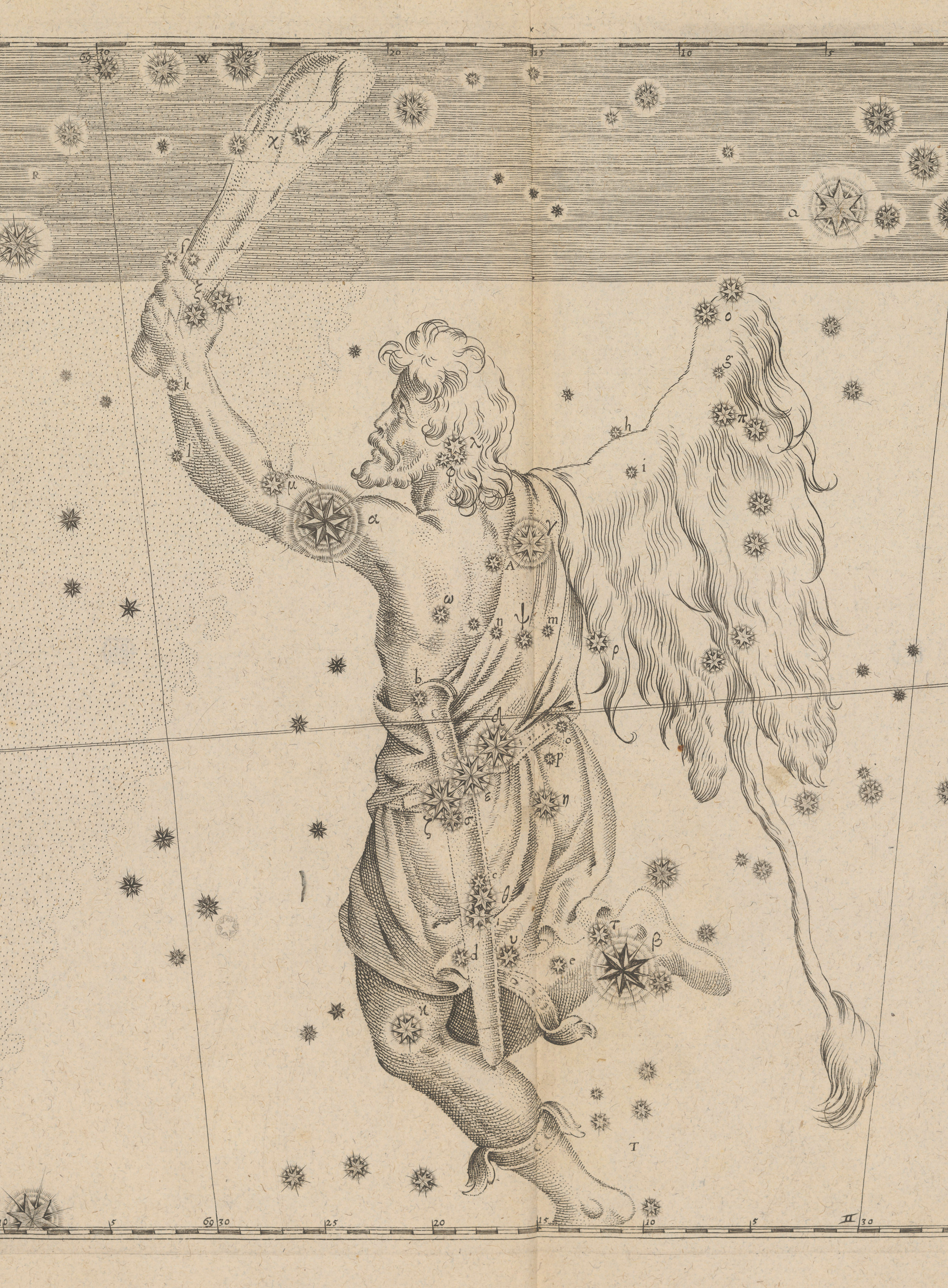
測天圖中的獵戶座雕版，影像來自美國海軍天文台圖書館。

測天圖是德國天文學家約翰·拜耳出版星圖的簡短標題。測天圖於1603年在今日德國的奧格斯堡出版，完整全名：「測天圖，包含以新的方式繪製並雕刻於銅版上的所有星座的圖表。」（Uranometria : omnium asterismorum continens schemata, nova methodo delineata, aereis laminis expressa.）。測天圖是第一個繪製範圍包含整個天球的星圖。

## 名稱由來
測天圖的簡稱 "Uranometria" 是來自希臘神話中的其中一位缪斯乌剌尼亚（Urania），而希臘語的 ""（"uranos"）是天空的意思。"Uranometria" 的字面意思就是「測量天空」（類似狀況有 "Geometry" 來自希臘語 "Geometria"，意思是「測量地球」）。

## 內容
測天圖的內頁最初是由 Alexander Mair（約1562年－1617年）雕刻於銅版上。測天圖包含51個圖表。前48個圖表是托勒密制定的星座，第49個圖表介紹後來新增的南半球天空12星座。最後兩個圖表 "Synopsis coeli superioris borea" 和 "Synopsis coeli inferioris austrina" 則是以平面方式繪出北半球天空和南半球天空的星圖。
每個圖表都包含了網格以精確指出每個恆星的位置，最小單位是角度。拜耳在測天圖中使用的恆星位置資料是來自第谷·布拉赫所編的擴展1005顆恆星的星表。第谷的擴展列表自1598年就開始以他的手稿流傳，並且在彼得·布朗休斯（Petrus Plancius）、约道库斯·洪第乌斯（Jodocus Hondius）和威廉·布劳（Willem Blaeu）所繪的天球圖中繪出。1627年時這些恆星在约翰内斯·开普勒的魯道夫星表中首次以表格形式出版。
因為使用了第谷的資料，因此測天圖的精確度遠高於托勒密在某些方面受到限制的星表。列在測天圖中的恆星超過1200顆，這代表第谷的星表並非唯一的資料來源。拜耳在第49幅圖中南天恆星位置與星座資料來自荷蘭航海家彼得·凱澤（Pieter Dirkszoon Keyser）修正亚美利哥·韦斯普奇和安德烈亚·科萨里（Andrea Corsali）觀測資料後的結果，以及佩德羅·德·梅迪納（Pedro de Medina）的報告。測天圖包含許多之前星圖沒有繪入的恆星，雖然繪出的恆星數量仍有爭議，且並非所有繪入的恆星都有標示。
測天圖內每個星座的恆星是和星座的形象圖雕刻一起出現的。因為不明的原因，很多以人為形象的星座圖像都是背對地球的，和傳統面對地球的繪製方式不同。這一特殊狀況導致某些恆星名稱字面上意義的混亂（例如某些恆星的名稱是特別指人的「右肩」部位，這在測天圖的繪製中會有錯誤）。
測天圖中首次出現了至今仍在使用的拜耳命名法，並且列出的星座至今仍在使用。

## 標題頁雕版

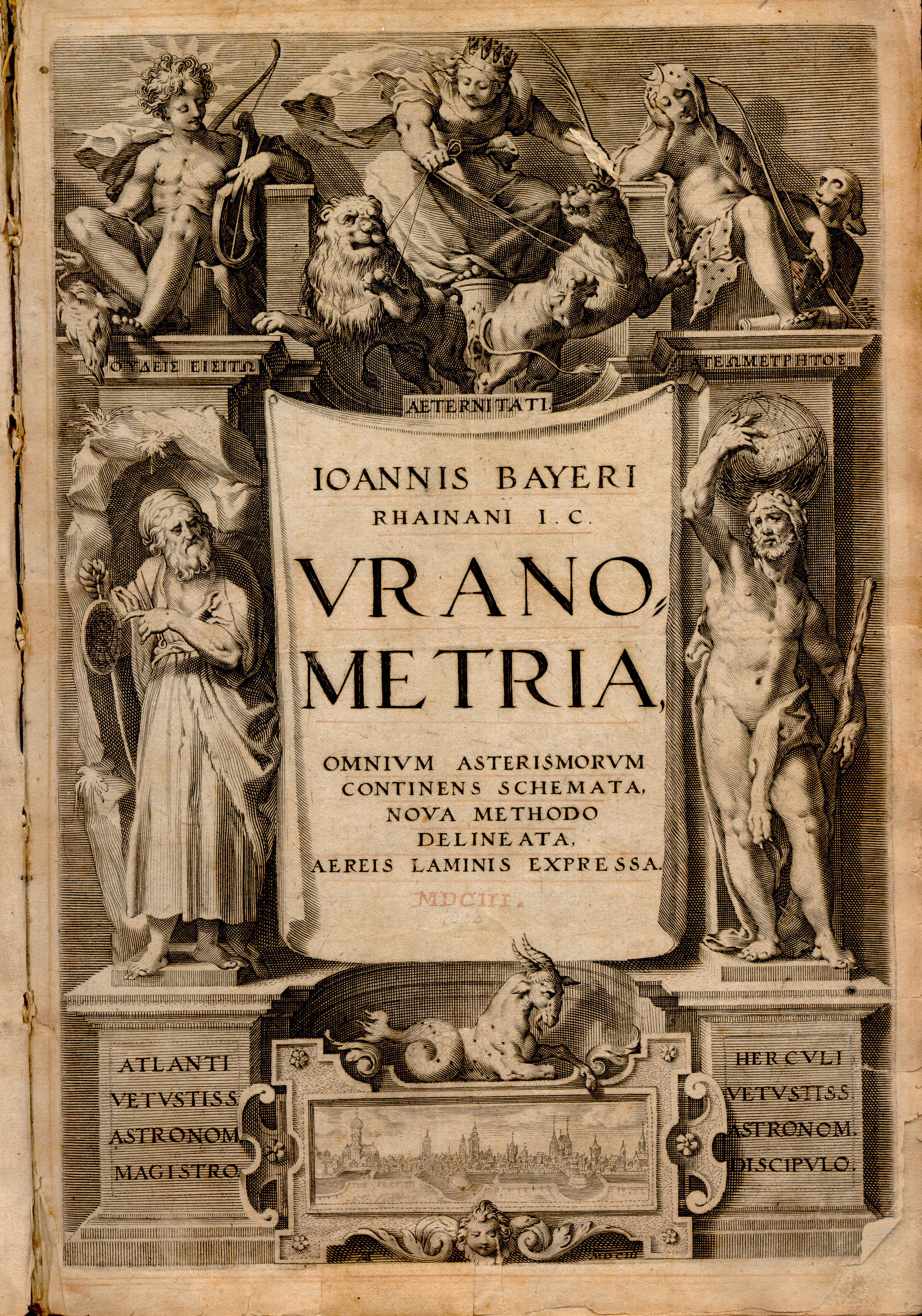
測天圖標題頁。影像來自美國海軍天文台圖書館。

測天圖標題頁中的建築圖像中間標示了完整的書名。兩邊的底座分別是阿特拉斯和赫拉克勒斯。底座上分別寫上了「阿特拉斯是最早的天文學老師」（Atlanti uetustiss astronom magistro）和「赫拉克勒斯是最早的天文學學生」（Herculi uetustiss astronom discipulo）。標題頁的最上方刻有數個額外的數字。左上角是代表太陽的阿波罗，上方的中間戴著用恆星做的王冠，牽著兩隻獅子的是代表地球的女神库柏勒。右上角穿戴著以恆星做成的斗篷者則是月亮女神狄安娜。標題橫幅下方是摩羯座的形象圖和奧格斯堡一景。

## 外部連結
- Uranometria, 1603 （页面存档备份，存于） - Full digital facsimile, Linda Hall Library.
- U. S. Naval Oceanography (USNO): Historical Artwork Collection (High-resolution images of some plates of 1661 ed.) （页面存档备份，存于）